# Pseudogerespa diopis
Pseudogerespa diopis är en fjärilsart som beskrevs av George Francis Hampson 1926. Pseudogerespa diopis ingår i släktet Pseudogerespa och familjen nattflyn. Inga underarter finns listade i Catalogue of Life.